# Tambourinfläckduva
Tambourinfläckduva (Turtur tympanistria) är en fågel i familjen duvor inom ordningen duvfåglar.

## Utseende och läte
Tambourinfläckduvan är en liten duva med mörkbrun rygg och ljust på ansikte och undersida. I flykten syns rostfärgade fläckar på vingarna. Sången består av en lång serie ihåliga "hoo", med stammande start och ett utdraget och jämnt slut. Arten skiljs från övriga fläckduvor på mörkare rygg och ljusare ansikte och undersida.

## Utbredning och systematik
Fågelns utbredningsområde är i Afrika söder om Sahara, Bioko och Komorerna. Den behandlas som monotypisk, det vill säga att den inte delas in i några underarter.

## Levnadssätt
Tambourinfläckduvan hittas i regnskog, galleriskog, buskmarker, fuktigt skogslandskap och plantage. Den är en skygg fågel som håller till i undervegetationen och där oftast ses på marken.

## Status och hot
Arten har ett stort utbredningsområde, men tros minska i antal, dock inte tillräckligt kraftigt för att den ska betraktas som hotad. Internationella naturvårdsunionen IUCN listar arten som nära hotad (LC).